# الحميرة (جرابلس)
حميرة أو آشكجي كما تعرف محليّاً، قرية سوريّة تتبع إداريّاً لمحافظة حلب منطقة جرابلس ناحية غندورة، بلغ تعداد سكانها 333 نسمة حسب التعداد السكاني لعام 2004.
إلا أن عدد السكان قد تضاعف أكثر من مرة حيث يتجاوز حاليا 1000نسمة في العام الحالي2017.
- تنقسم المجموعة السكانية في القرية إلى مكونين رئيسيين وهما العرب التركمان.
- العرب : ينتمون إلى عشائر الويسات والدمالخة والقيس(الجيس) والبودبش .
- التركمان من عشيرة إيل بيلي (باجلي)
- تشتهر الحميرة بزراعة الفستق الحلبي والزيتون .
كما تشتهر بزراعة القمح والشعير والعدس والكمون والحمص والخضروات والبقوليات .